# Solanum prinophyllum
Solanum prinophyllum är en potatisväxtart som beskrevs av Michel Félix Dunal. Solanum prinophyllum ingår i släktet skattor som ingår i familjen potatisväxter. Inga underarter finns listade i Catalogue of Life.